# دياني فرانكلين
دياني فرانكلين (بالإنجليزية: Diane Franklin)‏ هي عارضة وممثلة أمريكية، ولدت في 11 فبراير 1962 في الولايات المتحدة.

## وصلات خارجية
- دياني فرانكلين على موقع IMDb (الإنجليزية)
- دياني فرانكلين على موقع تيرنر كلاسيك موفيز (الإنجليزية)
- دياني فرانكلين على موقع قاعدة بيانات الفيلم (الإنجليزية)